# Igor' Chochrjakov
Ihar Viktaravič Chachrakoŭ (in bielorusso Ігар Віктаравіч Хахракоў?; in russo Игорь Викторович Хохряков?, Igor' Viktoravič Chochrjakov; Čusovoj, 25 gennaio 1965) è un ex biatleta bielorusso.

## Biografia
In Coppa del Mondo ottenne il miglior piazzamento, nonché primo risultato di rilievo, il 17 dicembre 1992 a Pokljuka (6°).
In carriera prese parte a un'edizione dei Giochi olimpici invernali, Lillehammer 1994 (45° nella sprint, 4° nella staffetta), e a due dei Campionati mondiali, vincendo una medaglia.

## Palmarès

### Mondiali
- 1 medaglia:
  - 1 bronzo (staffetta[2] ad Anterselva 1995)

### Coppa del Mondo
- Miglior piazzamento in classifica generale: 36º nel 1993